# قرب علي (حمص)
قرب علي هي قرية سورية تقع في الشمال الغربي من محافظة حمص وتتبعُ ناحية الناصرة في منطقة تلكلخ.
بلغ عدد سكانها 623 نسمة في عام 2004 حسب إحصاء المكتب المركزي للإحصاء، فيما تفوق ال 4000 نسمة في عام 2023.

## المناخ والطبيعة
تتميز القرية بمناخها اللطيف صيفًا، وطقسها البارد شتاءً حيث تهطل الثلوج بشكل دائم في فصل الشتاء نظرًا لطبيعة البلدة الجبلية والتي ترتفعُ عن سطح البحر قرابة 800 متر.
يعتمد سكانها على الزراعة بشكل أساسي، حيثُ تَشتهر بزراعة الأشجار المثمرة كالتفاح والزيتون وأشجار اللوز والبندق والجوز، أما المهاجرون منها داخل القطر إلى المحافظات الأخرى فهم منقسمون بين موظفين حكوميين و أشخاص يمتهنون الأعمال الحرة. تمتاز مياهها الجوفية بعذوبتها، كما أنه يوجد ينابيع في البلدة أشهرها نبع «عين الزعرور».